# Nano
Pour les articles homonymes, voir Nano (homonymie).
Pour un article plus général, voir Préfixes du Système international d'unités.
Le préfixe nano- (symbole n) est le préfixe du Système international d'unités  qui représente 10−9 (un milliardième). Confirmé en 1960, il provient du grec νανος / nanos (« nain »).
Le préfixe nano- est très utilisé pour les dimensions atomiques et subatomiques (nanomètre : 1 nm = 10–9 m) ainsi qu'en magnétisme (nanotesla : 1 nT = 10–9 T) et en électronique, pour les mesures de courant (nanoampère : 1 nA = 10–9 A) et de capacité (nanofarad : 1 nF = 10–9 F).